# Rob Roy, the Highland Rogue

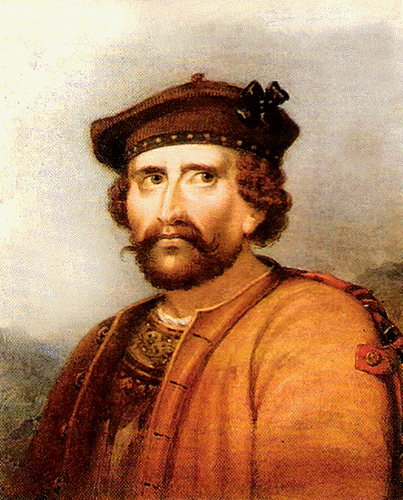
O verdadeiro Rob Roy, em gravura de W. H. Worthington,década de 1820, baseada em um desenho original.

Rob Roy, the Highland Rogue é uma coprodução britano-norte-americana de 1954, do gênero aventura, dirigido por Harold French e estrelado por Richard Todd e Glynis Johns.Foi o último filme produzido pela Disney distribuído pela RKO Radio Pictures.

## A produção
A vida de Rob Roy, o herói chefe de um clã escocês que desafiou o Rei Jorge I e seu exército no século XVIII, foi contada várias vezes no cinema e na televisão, antes e depois deste filme.
Esta versão, adaptada do romance de Walter Scott e filmada na Inglaterra e Escócia, foi a última das vinte e uma produções dos Estúdios Disney a ser distribuída pela RKO, uma associação iniciada em 1937.

## Sinopse
Escócia, início do século XVIII. Robert Roy MacGregor tenta liderar seu povo em uma rebelião contra a mão pesada do Rei Jorge I, ao mesmo tempo que corteja e casa-se com Helen Mary, o[amor de sua vida. Entre seus adversários está o vilão Duque de Montrose.

## Elenco
| Ator/Atriz              | Personagem                       |
| ----------------------- | -------------------------------- |
| Richard Todd            | Rob Roy                          |
| Glynis Johns            | Helen Mary MacPherson MacGregor  |
| James Robertson Justice | Duque Campbell                   |
| Michael Gough           | Duque de Montrose                |
| Finlay Currie           | Hamish MacPherson                |
| Jean Taylor Smith       | Lady Margaret Campbell MacGregor |
| Geoffrey Keen           | Killearn                         |
| Archie Duncan           | Dugal MacGregor                  |
| Russell Waters          | Hugh MacGregor                   |
| Marjorie Fielding       | Maggie MacPherson                |
| Eric Pohlmann           | Rei Jorge I                      |
| Ina De La Haye          | Condessa von Pahlen              |
| Michael Goodliffe       | Robert Walpole                   |
| Martin Boddey           | General Cadogan                  |